# Ameromyia nigriventris
Ameromyia nigriventris är en insektsart som först beskrevs av Walker 1860.  Ameromyia nigriventris ingår i släktet Ameromyia och familjen myrlejonsländor. Inga underarter finns listade i Catalogue of Life.